# Tal Rifaat
Tal Rifaat (en árabe: رفعت تل) es una localidad de Siria, situada 40 km al norte de la ciudad de Alepo. Es el centro administrativo de la nahiya homónima en el distrito de Azaz.